# Сухая Елань (Балашовский район)
Сухая Елань — село в Балашовском районе Саратовской области в составе сельского поселения Терновское муниципальное образование.

## География
Находится на расстоянии примерно 31 километр по прямой на юг-юго-запад от районного центра города Балашов.

## История
Основано в начале XVIII века.  

## Население
Постоянное население составляло 759 человек (91% русские) в 2002 году, 613 в 2010.